# マティアス・オバート
マティアス・オバート（Mathias Obert、1967年 - ）は、ドイツ出身の哲学者。
オベルトとも表記される。

## 概要
2008年から国立中山大学で思想と美学教授。2012年正教授に任命。
1998年から2002年にルートヴィヒ・マクシミリアン大学ミュンヘンとハンブルク大学教授。
2002年フンボルト大学ベルリン教授。